# L'Enfer (cabaret)

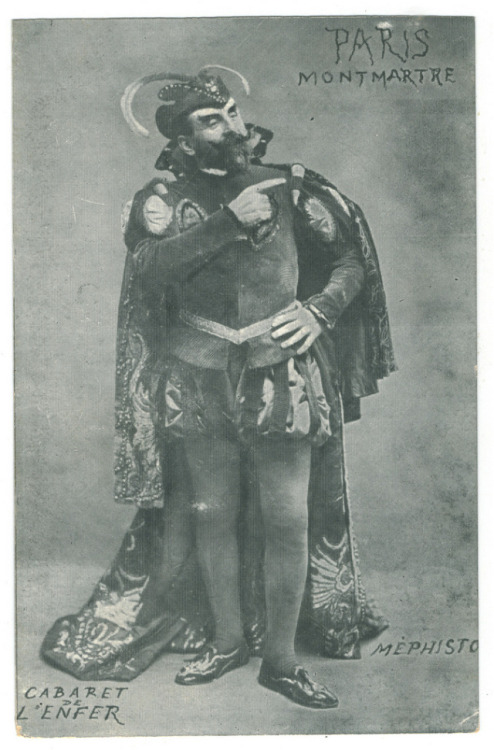
Antonin Alexander dans le rôle de Méphisto au Cabaret de l'Enfer

L'Enfer est un célèbre cabaret de Montmartre, fondé en novembre 1892 par Antonin Alexander, dit « Antonin ». Le cabaret, en proie à de sérieuses difficultés financières, est racheté par l'enseigne Monoprix en 1950 qui souhaite agrandir sa surface de vente. 

## Localisation et voisinage
L'Enfer était jumelé avec le Cabaret du Ciel et partageait le même numéro du boulevard de Clichy (no 53). Antonin Alexander était le créateur, le directeur et l'animateur des deux cabarets jumeaux. Jules Claretie, qui décrivit Le Ciel et L'Enfer suivant l'intention de leur créateur comme "le poème du Dante mis à la portée de nos flâneries", pensait que l'historien futur des mœurs parisiennes de la Belle Époque "ne pourrait point passer sous silence ces cabarets"  Pour Georges Renault et Henri Château, "Le Ciel et L'Enfer, béant porte à porte" pouvaient être "catalogués spectaculaires" .
Pour entrer dans le cabaret, il fallait passer sous un portail décoré en forme de gueule béante de Léviathan dévoreur d'âmes damnées. La façade de L'Enfer était "une ode en stuc à la nudité de la femme prise dans les flammes infernales."

## Le Cabaret de l'Enfer, le Cabaret du Paradis et le Cabaret du Néant
Situé au pied de la butte Montmartre, dans le 18e arrondissement de Paris, le Cabaret de l'Enfer était un cabaret à thème qui n'accueillit qu'épisodiquement des chansonniers. Il ouvrit d'abord ses portes  en 1892 au numéro 34 du Boulevard de Clichy. Mais trois ans plus tard, Antonin le transféra dans un ancien marché couvert, au numéro 53 du même boulevard où il restera plus d'un demi-siècle.
Le numéro 34 est alors repris par un rival, l'illusionniste Dorville, et son administrateur, Roger, qui ouvrent un "cabaret macabre", le Cabaret du Néant (en), autre cabaret à thème, mais qui se spécialise dans les "évocations d'outre-tombe" particulièrement sinistres, tandis que le Cabaret du Ciel propose joyeusement des "illusions mystiques" et le Cabaret de l'Enfer, des "trucs magiques" ,

## Thèmes comparés des trois "Cabarets de l'au-delà"

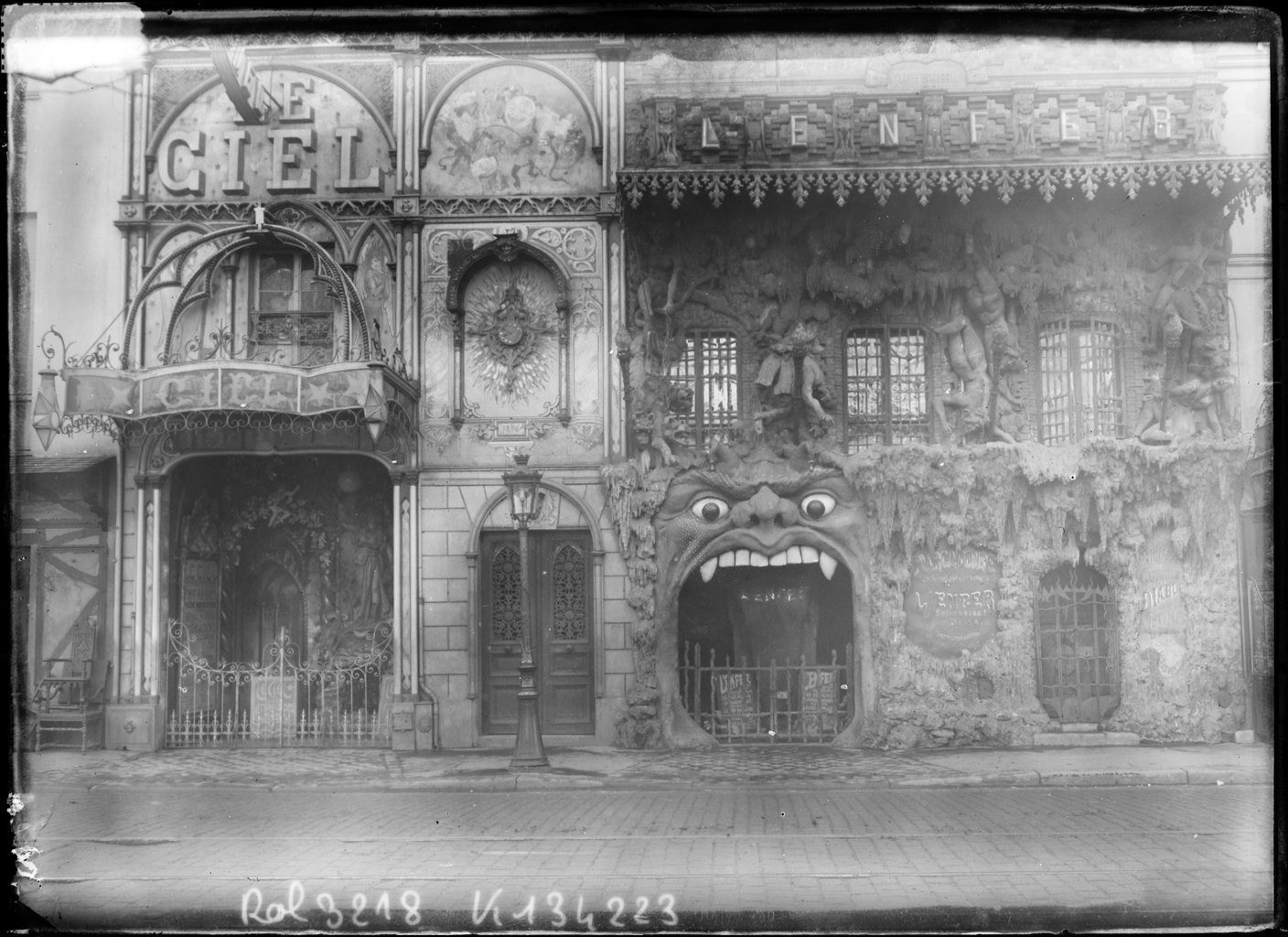
Façade des cabarets Le Ciel et L'Enfer, 1909

Selon Jules Claretie, les Cabarets du Paradis et de l'Enfer offraient un spectacle qui "ne différait pas essentiellement  de celui des baraques de la fête de Neuilly. [C'était]  la même exhibition de trucs illusionnistes produits par des combinaisons de miroirs et de jeux de lumière. Mais l'orgue [ajoutait] sa musique mystérieuse à ces tableaux rapides. « L'atmosphère était joviale, et Antonin - ancien professeur de lettres, assure Claretie -  entretenait la bonne humeur et donnait le ton par les discours humoristiques qu'il prononçait déguisé soit en grand saint Pierre, soit en Méphistophélès.
Il en allait tout autrement du Cabaret du Néant "où l'ironie sinistre, cette fois, se [jouait] non plus des anges ou du diable, mais des hommes, des mortels et de la mort. » Dans leur Montmartre, Renault et Château soulignent cette différence critique: « si le Ciel et l'Enfer dirigés par l'aimable M. Antonin méritent une visite, il n'en est pas de même du Néant, fréquenté par les hystériques et les névrosés; M. Dorville est le propriétaire fondateur de ce cabaret de la Mort où à l'aide de glaces l'on fait assister le consommateur au travail de décomposition trans mortem, les tables sont des cercueils, les consommateurs des macchabées, les garçons des croque-morts et le reste à l'avenant . »

## Le Cabaret de l'Enfer et le Surréalisme
Les Surréalistes regroupés autour d'André Breton se réunissaient quelquefois à L'Enfer. L'atelier de Breton occupait en effet le quatrième étage au-dessus du cabaret. C'est dans cet atelier qu'il organisait avec Robert Desnos les fameuses séances de sommeil médiumnique des années 1920.

## Après 1950: Monoprix et faits divers
Dans les années qui suivent la Libération de Paris, le cabaret, en proie à de sérieuses difficultés financières, est racheté par l'enseigne Monoprix en 1950 qui souhaite agrandir sa surface de vente. Il abat les murs, décale sa devanture et s'agrandit. 
Le Monoprix occupe actuellement toute la longueur du rez-de-chaussée entre l'angle avec la Rue Pierre-Fontaine et le numéro 51. L'entrée est située où se trouvait autrefois L'Enfer.
La cavale du tueur en série Guy Georges dont les viols, les agressions au couteau, les tortures et les meurtres ont défrayé la chronique des faits divers durant sept ans a pris fin exactement devant l'ancien emplacement de la « bouche de L'Enfer » lors de son arrestation en avril 1998.